# World Geodetic System 1984
World Geodetic System 1984 (WGS 84) är ett globalt geodetiskt referenssystem.  WGS 84 är det referenssystem som används i det satellitbaserade positioneringssystemet NAVSTAR Global Positioning System (GPS). Föregångaren var WGS 72.
Koordinater enligt WGS uppges i allmänhet som sfäriska koordinater: latitud och longitud (och i vissa sammanhang: höjd).

## WGS och andra system
Olika koordinatsystem grundar sig på olika modeller för jordens form, så kallade referensellipsoider. Därtill är de knutna till olika punkter på jordytan. Då kontinentalplattorna rör sig kommer olika koordinatsystem att förskjutas i förhållande till varandra. Därmed är WGS inte lämpligt för lantmäteri i Europa.
Skillnaden mellan WGS 84 och det europeiska ETRS89 och de på det baserade svenska SWEREF 99 och finska EUREF-FIN ökar ungefär två centimeter årligen, vilket ger en skillnad på ett antal decimeter. Skillnaden är tillräckligt liten för att inte vara väsentlig vid till exempel navigation eller orientering (satellitnavigatorer för sådana ändamål ger normalt en precision på cirka 1 m, ofta sämre).
Skillnaden mellan WGS och de äldre nordiska systemen, som baserar sig på en annorlunda referensellipsoid är större, till KKS (som används på äldre finska sjökort) kan vara upp till ett par hundra meter.

## Praktisk tillämpning
Koordinaterna i WGS84 kan skrivas på tre olika sätt:
1. Grader med decimaler (N57,1119270° E14,1655173°) eller komprimerade grader med decimaler (57.1119270, 14.1655173).
2. Grader och minuter (N57° 06,71562' E014° 09,931038'), eller
3. Grader, minuter och sekunder (N57° 06' 42,93" E014° 09' 55,86").

Grader markeras som °, minuter som ' och sekunder som ", där varje grad består av 60 minuter och varje minut av 60 sekunder. En minut i nord-sydlig riktning motsvarar en nautisk mil, 1 852 meter, och en sekund motsvarar drygt 31 meter. I väst-östlig riktning finns inget motsvarande samband, eftersom longitudlinjerna möts vid polerna och avståndet mellan linjerna blir därför olika. I exemplen 2 och 3 ovan, bör man vara observant på att en nolla ska anges före gradantal lägre än 80 i väst-östlig riktning eftersom tekniska apparater annars kan göra en feltolkning av inmatningen.
För att omvandla koordinater angivna med graddecimaler till grader med minuter och sekunder multipliceras decimalerna med 60. En omvandling av koordinaten N57,1119270° kan därför ske enligt följande:   
1. Multiplicera graddecimalerna med 60: 0,1119270° x 60=6,71562'. Man kan nu skriva ut positionen enligt gradminut-principen (N57° 6,71562'), eller fortsätta multiplicera decimalerna för att räkna fram sekunderna.
2. Multiplicera minutdecimalerna med 60: 0,71562' x 60=42,93". Man kan nu skriva ut positionen med grader, minuter och sekunder (N57° 06' 42,93").

Jorden delas upp i hemisfärer där ytan ovan ekvatorn betecknas som norr och ytan nedan som söder. Värdet som anger hur långt norrut respektive söderut man befinner sig, betecknas Latitud. Väst-östlig riktning betecknas som Longitud och utgår från Greenwich i London som innehar longitud 0 grader väst/öst. Allt väster därom betecknas väst (-) och österut som öst tills hemisfärerna möts vid Greenwichs antipod, utanför Nya Zeelands kust, som innehar longitud 180 grader väst/öst. Väst kan även betecknas med ett minus (-), och öst med ett plus (+) eller inte betecknas alls.